# Keyshawn Strachan
Keyshawn Strachan (* 18. Dezember 2003) ist ein bahamaischer Leichtathlet, der sich auf den Speerwurf spezialisiert hat.

## Sportliche Laufbahn
Erste internationale Erfahrungen sammelte Keyshawn Strachan bei den CARIFTA-Games 2019 in George Town, bei denen er mit einer Weite von 64,31 m die Goldmedaille mit dem 700-g-Speer in der U17-Altersklasse gewann und im Diskuswurf mit 45,68 m den vierten Platz belegte. Anschließend siegte er bei den U18-NACAC-Meisterschaften in Santiago de Querétaro mit 62,70 m. 2021 gewann er dann bei den U23-NACAC-Meisterschaften in San José mit neuem Landesrekord von 72,13 m die Silbermedaille und anschließend belegte er bei den U20-Weltmeisterschaften in Nairobi mit 70,30 m den siebten Platz. Im Jahr darauf siegte er mit 79,89 m bei den CARIFTA Games in Kingston und stellte mit dieser Weite einen neuen Meisterschaftsrekord in der U20-Altersklasse sowie einen bahamaischen Landesrekord auf. Im August gewann er bei den U20-Weltmeisterschaften in Cali mit 72,95 m die Bronzemedaille und kurz darauf gelangte er bei den NACAC-Meisterschaften in Freeport mit 75,83 m auf Rang vier. 